# Carex impressinervia
Carex impressinervia är en halvgräsart som beskrevs av Bryson, Kral och Manhart. Carex impressinervia ingår i släktet starrar, och familjen halvgräs. Inga underarter finns listade i Catalogue of Life.